# Partido del Trabajo
Partido del Trabajo – meksykańska lewicowa partia polityczna o profilu demokratyczno-socjalistycznym, powstała w 1990 roku.

## Historia
Partia została założona przez lewicowych aktywistów (głównie umiarkowanych maoistów) przed wyborami federalnymi w roku 1991. Partia uzyskała 1,5% poparcia. 
W 1998 roku partia zawiązała sojusz z inną socjalistyczną partią - Partido de la Revolución Democrática dzięki czemu w 2000 roku partia uzyskała przedstawicielstwo w parlamencie. Koalicja rozpadła się jednak już trzy lata po wyborach, kandydaci partii startujący samodzielnie uzyskali niespełna 2,4% głosów. 
W 2006 roku udało się odtworzyć lewicową koalicję wyborczą pod nazwą - Frente Amplio Progresista